# Staurotheca echinocarpa
Staurotheca echinocarpa är en nässeldjursart som först beskrevs av George James Allman 1888.  Staurotheca echinocarpa ingår i släktet Staurotheca och familjen Sertulariidae. Inga underarter finns listade i Catalogue of Life.